# Skarpskytt
Skarpskytt är en soldat som besitter mycket god skjutförmåga och vars uppgift är att kunna bekämpa stora mål på längre avstånd, alternativt små mål på kortare avstånd, som en vanlig skyttesoldat inte kan eller har svårt att bekämpa med sin beväpning. 
En skarpskytt i svenska armén är därför utöver sin Ak 5 för det ändamålet utrustad med skarpskyttegeväret AK4D, vars kikarsikte har fyra gångers förstoring. Skillnaden mellan en skarpskytt och prickskytt är att en skarpskytt verkar inom en enhet, exempelvis inom en skyttegrupp, medan en prickskytt åtföljs av en observatör till hjälp och agerar självständigt - ofta separerad från sitt förband. Skarpskytten medverkar därför desto mer i direkt strid, medan en prickskytt dolt ägnar sig åt att på olika sätt störa fiendens verksamhet.

## Historisk betydelse
Skarpskyttar (tyska schützen, ryska strjelki) var ett slags lätt infanteri som fanns i flera arméer, särskilt den ryska, under benämning skarpskyttar eller skyttar. Stundom har man använt samma benämning om soldater, som i skjutning fått en mera omsorgsfull utbildning än den stora massan, såsom fallet var i Sverige till 1878. Vid varje kompani uttogs åtta man till skarpskyttar och fick sin särskilda utbildning under ett särskilt, kortare skarpskyttemöte. Skarpskyttarna hade vanligen bättre gevär, eller för längre avstånd skottställda sådana än det övriga manskapet. De i början av 1860-talet av frivilliga bildade trupperna fick benämningen frivilliga skarpskytteföreningar